# Stanisław Szukalski

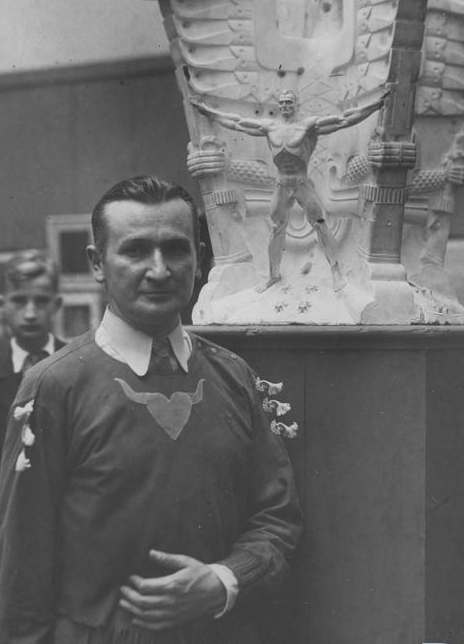
Stanisław Szukalski (1936)

Stanisław Szukalski (* 13. Dezember 1893 in Warta, Polen; † 19. Mai 1987 in Burbank, Kalifornien) war ein polnischer Bildhauer und Maler, der Teil der „Chicago Renaissance“ wurde.

## Biographie

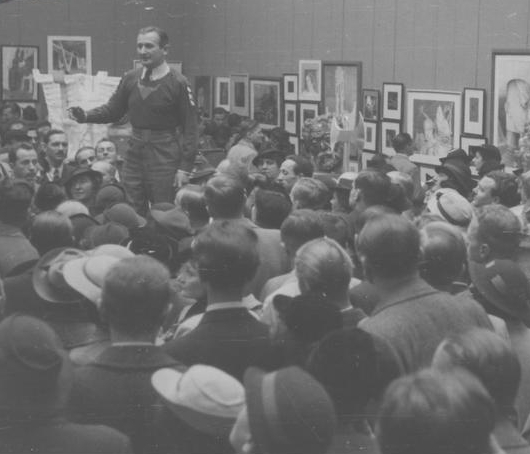
Szukalski (1936)

Szukalskis Vater Dyonizy war Schmied und im Umfeld der Polnischen Sozialistischen Partei aktiv. Nach seiner Heirat mit Szukalskis Mutter Konstancja (geborene Sadowska) wanderte das Ehepaar 1889 zunächst nach Brasilien aus, wo 1891 in Rio de Janeiro Szukalskis ältere Schwester Alfreda zur Welt kam. Nach drei Jahren kehrte die Familie jedoch ins zu jener Zeit von Russland kontrollierte Polen zurück (siehe Kongresspolen). Zum finanziellen Erhalt der Familie reiste sein Vater nach der Geburt Szukalskis 1894 allerdings nach Südafrika, wo er unter anderem im Zweiten Burenkrieg auf Seiten der Burenrepubliken gegen die britische Kolonialarmee kämpfte. Nach seiner Rückkehr zog die gesamte Familie 1902 von Szukalskis Geburtsstadt Warta in die Landgemeinde Gidle, wo der Vater von seinem Sold einige Morgen landwirtschaftlicher Fläche erworben hatte. Die Schulzeit verbrachte Szukalski in Radomsko, wo er erstmals mit dem Schnitzen begann.
Nicht enden wollende finanzielle Schwierigkeiten zwangen Szukalskis Vater 1904 zum dritten Mal ins Ausland, diesmal in die Vereinigten Staaten, wo er anfangs in New York Arbeit fand. Nach dem Verkauf ihres gesamten Privatvermögens in Gidle zog die Familie 1907 dem Vater hinterher und ließ sich in Chicago nieder, wo bereits eine große Zahl polnischer Auswanderer lebte. Hier vertiefte Szukalski sein Interesse für die Bildhauerei und schrieb sich im Alter von 13 Jahren am Art Institute of Chicago ein. Sein ebenfalls aus Polen stammender Mentor Antoni Popiel überzeugte Szukalskis Eltern, ihren Sohn nach Krakau zu schicken, um an der dortigen Akademie der bildenden Künste zu studieren. Nach drei Jahren Studium bei Konstanty Laszczka, einer Assistenztätigkeit bei Jacek Malczewski und ersten Gruppenausstellungen mit Stanisław Ignacy Witkiewicz, kehrte Szukalski 1913 zu seinen Eltern nach Chicago zurück.
Szukalski fasste schnell in der Chicagoer Kunstszene Fuß und war Teil einer künstlerischen Revitalisierungsbewegung namens „Chicago Renaissance“. Nach dem plötzlichen Tod seines Vaters, der von einem Auto angefahren worden war, verschlechterte sich seine eigene finanzielle Lage jedoch dramatisch. Während er weiter Skulpturen entwickelte, musste er einen Job in einem der zahlreichen Chicagoer Schlachthöfe annehmen. Dennoch gelang es ihm sein Portfolio auszubauen, jährlich Einzelausstellungen in angesehenen Kunstgalerien auf die Beine zu stellen und sieben seiner Werke auf der jährlichen Ausstellung amerikanischer Ölgemälde und Skulpturen zu präsentieren.
1917 schlug Rabindranath Tagore Szukalski die Gründung eines eigenen Kunstinstituts in Shantiniketan im Osten von Indien vor. Der Erste Weltkrieg sowie ein durch die britischen Behörden Szukalski erteiltes Einreiseverbot, verhinderten jedoch das Vorhaben. Die später in Kolkata zu Ehren Tagores aufgestellte Statue basiert auf Szukalskis hierzu entworfener Miniatur.
1923 heiratete Szukalski die junge Malerin Helena Walker, wodurch sich seine finanzielle Situation verbesserte und er mehr Zeit für die Bildhauerei fand. Im selben Jahr erschien unter dem Titel The Work of Szukalski seine erste Monographie. 1925 plante die Stadt Wilna ein Denkmal für den polnischen Dichter und Nationalhelden Adam Mickiewicz und schrieb dazu einen Wettbewerb aus. Unter 67 Teilnehmern gewann Szukalskis Entwurf den ersten Preis: Mickiewicz liegt auf einem Opferaltar nackt neben einem weißen Adler, der aus der Wunde des Dichters zu trinken scheint. Das Votum der Jury entfachte in der Öffentlichkeit eine heftige Kontroverse. Schließlich kam man überein, einen zweiten Wettbewerb durchzuführen, den Henryk Kuna gewann. Doch auch sein Entwurf wurde nicht verwirklicht und das Denkmal nie gebaut. 1925 nahm Szukalski als Vertreter Polens an der Internationalen Ausstellung für moderne und dekorative Kunst in Paris teil und erhielt mehrere Auszeichnungen. Kritiker bemängelten aber, dass Szukalski ein Land vertreten habe, in dem er selbst gar nicht mehr lebe. Zwischen 1926 und 1928 reiste er mit seiner Frau durch Frankreich sowie Italien und eröffnete 1929 mehrere retrospektive Ausstellung seiner Arbeiten, unter anderem in der Galeria Zachęta in Warschau. Im selben Jahr veröffentlichte er seine Schrift Projects in Design. Sculpture and Architecture.
Nach der Scheidung von Helena Walker 1932, begann Szukalski eine Beziehung zur Gouvernante seiner Tochter, Joan Lee Donovan. Nach ihrer Vermählung 1935 wanderte das Paar nach Polen aus, wohin Szukalski fast sein gesamtes Werk mitnehmen konnte, es in den Besitz des Nationalmuseums in Krakau überführte und mit Hilfe polnischer Stiftungsgelder eine eigene Galerie eröffnen konnte. Er und andere Künstler wie Józef Gosławski gründeten in Polen zudem eine künstlerische Bewegung, Szczep Rogate Serce, deren Absicht es war, auf der Suche nach Inspiration in die vorchristliche und heidnische Geschichte Polens zurückzukehren (siehe Slawische Mythologie).
In Polen gelang es Szukalski ab 1936 erstmals finanzielle Unabhängigkeit zu erlangen und eine treue Anhängerschaft aufzubauen, wodurch die existenziellen Probleme seines bisherigen Lebens beseitigt schienen. In der Nähe von Kazimierz Dolny besaß er überdies ein Anwesen mit herrschaftlicher Villa. Der Überfall auf Polen und die Belagerung Warschaus durch die Wehrmacht 1939 erschütterte Szukalski zutiefst. Während der flächendeckenden Bombardierung Warschaus durch die Luftwaffe wurde auch Szukalski schwer verletzt und alle seine Werke vollständig zerstört oder während des Zweiten Weltkrieges geraubt. Er floh mit nur drei Koffern an Habseligkeiten und seiner Frau in die Botschaft der Vereinigten Staaten, wo sie zwei Wochen verbrachten. 1940 ließen sie sich in Burbank unweit von Los Angeles nieder, wo Szukalski im überwiegend tristen Alltag verschwand und gelegentlich Arbeit als Illustrator für die Filmstudios von Hollywood fand.
Zu einem seiner wenigen Freunde während der letzten Jahre in Szukalskis Leben wurde George DiCaprio.

## Werk
Skukalskis Kunst zeigt Einfluss aus alten Kulturen wie der ägyptischen, der slawischen und der aztekischen, kombiniert mit Elementen des Jugendstils, aus den verschiedenen Strömungen der europäischen Moderne des frühen 20. Jahrhunderts – Kubismus, Expressionismus, Futurismus und präkolumbianische Kunst. Szukalski verschmolz die Bewegung und Energie des Futurismus, die Emotionen des Impressionismus und die geometrischen Konfigurationen des Kubismus zu einer einzigen poetischen Form, die als „Bent Classicism“ bezeichnet wird.
Szukalski verließ das Chicago der 1920er Jahre, um in seine Heimat Polen zurückzukehren, wo er vom Kunstministerium als „Greatest Living Artist“ des Landes anerkannt wurde.
Szukalskis Werke sind permanent im Polish Museum of America in Chicago ausgestellt. Keine seiner Arbeiten in Warschau überlebte die Zerstörung während des Zweiten Weltkriegs. Neben der Laguna-Retrospektive gehören zu seinen bemerkenswerten Ausstellungen „The Self-Born“ in Varnish Fine Art, San Francisco, im Jahr 2005 und „Mantong and Protong“, wo Szukalski mit einem anderen unorthodoxen Theoretiker der Erdgeschichte, Richard, zusammenarbeitet Sharpe Shaver, am Pasadena City College im Jahr 2009.
Zu Szukalskis Bewunderern zählen Leonardo DiCaprio, der im Jahr 2000 eine retrospektive Ausstellung mit dem Titel „Struggle“ im Laguna Art Museum sponserte; die Kirche des SubGenius, die die Yetinsyny-Elemente des Zermatismus enthält; Rick Griffin, Richard Sharpe Shaver, Robert Williams, HR Giger, die Band Tool und Ernst Fuchs, die sagten: „Szukalski war der Michelangelo des 20. Jahrhunderts. Und wahrscheinlich auch jedes zukünftigen Zeitalters.“